# Twin Falls

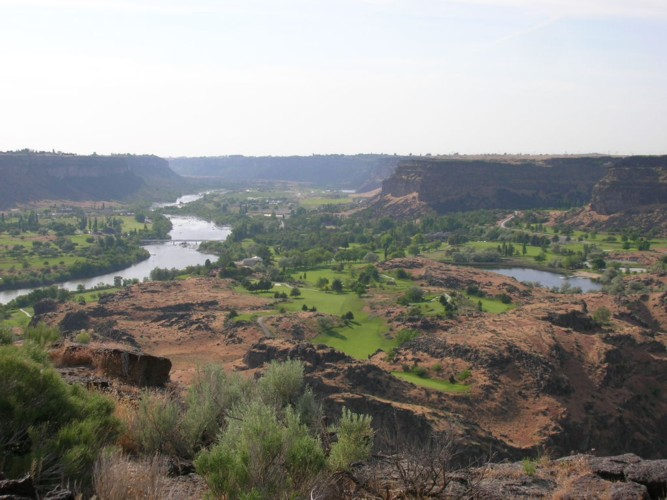
Snake River Canyon

Twin Falls ist Sitz der County-Verwaltung (County Seat) und die größte Stadt des Twin Falls County im US-Bundesstaat Idaho. Nach der Volkszählung aus dem Jahr 2020 hat Twin Falls 51.807 Einwohner.
Twin Falls ist außerdem die größte Stadt in der Region Magic Valley in der Snake River Plain und die siebtgrößte des Staates Idaho. Als größte Stadt in einem Umkreis von 160 km erfüllt Twin Falls eine Funktion als regionales Zentrum sowohl für den Süden Idahos als auch den Nordosten Nevadas.

## Geschichte
Es wird vermutet, dass Menschen seit möglicherweise 14.500 Jahren in der Region um Twin Falls leben. Ausgrabungen in der Wilson-Butte-Höhle in der Nähe von Twin Falls aus dem Jahr 1959 brachten Anzeichen menschlicher Aktivität hervor, unter anderem Pfeilspitzen, die zu den ältesten Fundstücken Nordamerikas zählen. In jüngerer Zeit wurde die Region von Indianerstämmen, hauptsächlich vom Stamm der Shoshone, beherrscht.
Die ersten Menschen europäischer Abstammung, die die Region um Twin Falls betraten, waren die Teilnehmer einer Expedition um Wilson Price Hunt in den Jahren 1811 und 1812.

### Einwohnerentwicklung
| Jahr | Einwohner¹ |
| ---- | ---------- |
| 1980 | 26.209     |
| 1990 | 27.591     |
| 2000 | 34.469     |
| 2010 | 44.125     |
| 2020 | 51.807     |

¹ 1980 – 2020: Volkszählungsergebnisse

## Bildung
Die in Pocatello beheimatete Idaho State University betreibt in Twin Falls eine Außenstelle.

## Söhne und Töchter der Stadt
- Michael Creed (* 1981), Radrennfahrer
- Mark Felt (1913–2008), Agent der amerikanischen Bundespolizei FBI, unter dem Decknamen Deep Throat maßgeblichster Informant in der Watergate-Affäre
- June Helm (1924–2004), Anthropologin und Professorin
- Grant Sawyer (1918–1996), Gouverneur des US-Bundesstaats Nevada
- Nathan Edward Tolbert (1919–1998), Biochemiker und Pflanzenphysiologe